# Desfosforilação
Em bioquímica, desfosforilação é a retirada de um grupo fosfato (PO43−) de um composto orgânico por hidrólise.  É uma modificação pós-traducional reversível. Desfosforilação e sua contraparte, fosforilação, ativam e desativam enzimas por destacando ou anexando ésteres e anidridos fosfóricos.  Uma ocorrência notável de desfosforilação é a conversão de ATP a ADP e fosfato inorgânico.
Desfosforilação emprega um tipo de enzima hidrolítica, ou hidrolase, a qual cliva ligações éster. A subclasse de hidrolases proeminentes usada na desfosforilação é fosfatase, a qual remove grupo fosfato por hidrolisar monoésteres de ácido fosfórico em um íon fosfato e uma molécula com um grupo hidroxila (-OH) livre.
A reação reversível fosforilação-desfosforilação ocorre em todos os processos fisiológicos, tornando o funcionamento adequado das proteínas fosfatases necessárias para a viabilidade do organismo. Como a desfosforilação de proteínas é um processo chave envolvido na sinalização celular, fosfatases de proteínas estão implicadas em condições como doenças cardíacas, diabetes e doença de Alzheimer.

## História
A descoberta da desfosforilação veio de uma série de experimentos que examinaram a enzima fosforilase isolada do músculo esquelético de coelho. Em 1955, Edwin Krebs e Edmond Fischer usou ATP radiomarcado para determinar que o fosfato é adicionado ao resíduo de serina da fosforilase para convertê-lo de sua forma b a a via fosforilação.  Subsequentemente, Krebs e Fischer mostrou que esta fosforilação é parte de uma cascata de quinase.  Finalmente, após purificar a forma fosforilada da enzima, a fosforilase a, de fígado de coelho, a cromatografia de troca iônica foi usada para identificar a fosfoproteína fosfatase I e II.
Desde a descoberta dessas proteínas desfosforilantes, a natureza reversível da fosforilação e desfosforilação tem sido associada a uma ampla gama de proteínas funcionais, principalmente enzimáticas, mas também incluindo proteínas não enzimáticas. Edwin Krebs e Edmond Fischer venceram o Prêmio Nobel de Fisiologia ou Medicina de 1992 pela descoberta da fosforilação reversível de proteínas.

## Função

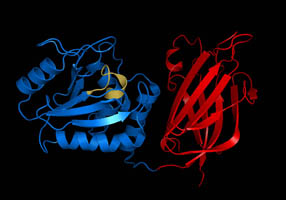
Estrutura cristalográfica de fosfatase humana e homóloga à tensina (PTEN). O sítio ativo do domínio de fosfatase azul N-terminal é mostrado em amarelo. O domínio C-terminal C2 é mostrado em vermelho.

Fosforilação e desfosforilação de grupos hidroxila pertencentes a grupos neutros, mas aminoácidos polares tais como serina, treonina e tirosina dentro de proteínas-alvo específicas é uma parte fundamental da regulação de todos os processos fisiológicos.  A fosforilação envolve a modificação covalente da hidroxila com um grupo fosfato através do ataque nucleofílico do alfa fosfato no ATP pelo oxigênio na hidroxila.  A desfosforilação envolve a remoção do grupo fosfato através de uma reação de hidratação pela adição de uma molécula de água e liberação do grupo fosfato original, regenerando a hidroxila.  Ambos os processos são reversíveis e qualquer mecanismo pode ser usado para ativar ou desativar uma proteína.  A fosforilação de uma proteína produz muitos efeitos bioquímicos, como alterar sua conformação para alterar sua ligação a um ligante específico para aumentar ou reduzir sua atividade.  A fosforilação e a desfosforilação podem ser usadas em todos os tipos de substratos, como proteínas estruturais, enzimas, canais de membrana, moléculas sinalizadoras e outras quinases e fosfatases.  A soma desses processos é chamada de fosforregulação.   A desregulação da fosforilação pode levar à doença.

### Modificação pós-tradução
Durante a síntese de proteínas, as cadeias polipeptídicas, que são criadas pelos ribossomos que traduzem o mRNA, devem ser processadas antes de assumir uma conformação madura.  A desfosforilação de proteínas é um mecanismo para modificar o comportamento de uma proteína, muitas vezes ativando ou inativando uma enzima.  Os componentes do aparelho de síntese de proteínas também sofrem fosforilação e desfosforilação e, assim, regulam as taxas de síntese de proteínas.
Como parte das modificações pós-traducionais, os grupos fosfato podem ser removidos da serina, treonina ou tirosina. Como tal, as vias de transdução de sinal intracelular dependem da fosforilação e desfosforilação sequenciais de uma ampla variedade de proteínas.

### ATP
ATP4− + H2O ⟶ ADP3− + HPO42− + H+
Trifosfato de adenosina, ou ATP, atua como uma "moeda" de energia livre em todos os organismos vivos. Em uma reação de desfosforilação espontânea, 30,5 kJ/mol são liberados, os quais são aproveitados para conduzir as reações celulares. Em geral, as reações não espontâneas acopladas à desfosforilação do ATP são espontâneas, devido à variação negativa da energia livre da reação acoplada. Isso é importante na condução da fosforilação oxidativa. O ATP é desfosforilado em ADP e fosfato inorgânico.
No nível celular, a desfosforilação de ATPases determina o fluxo de íons para dentro e para fora da célula. Os inibidores da bomba de prótons são uma classe de medicamentos que atuam diretamente nas ATPases do trato gastrointestinal.

### Desfosforilação em outras reações
Outras moléculas além do ATP sofrem desfosforilação como parte de outros sistemas biológicos. Diferentes compostos produzem diferentes mudanças de energia livre como resultado da desfosforilação.
| Molécula                | Mudança na Energia Livre |
| ----------------------- | ------------------------ |
| Fosfato de acetila      | 47.3 kJ/mol              |
| Glucose-6-fosfato       | 13.8 kJ/mol              |
| Fosfoenolpiruvato (PEP) | -61.9 kJ/mol             |
| Fosfocreatina           | 43.1 kJ/mol              |

A psilocibina também depende da desfosforilação para ser metabolizada em psilocina e posteriormente eliminada. Nenhuma informação sobre o efeito da psilocibina na mudança na energia livre está atualmente disponível.

### Importância da desfosforilação no fotossistema II
O primeiro complexo proteico das reações dependentes de luz do componente da fotossíntese é referido como fotossistema II.  O complexo utiliza uma enzima para capturar fótons de luz, proporcionando o maior processo de fotossíntese com todos os elétrons necessários para produzir ATP.  O fotossistema II é particularmente sensível à temperatura, e desfosforilação tem sido implicado como um driver de plasticidade em responder a temperatura variada.  A desfosforilação acelerada de proteínas em membranas fotossintéticas de tilacóides ocorre em temperaturas elevadas, impactando diretamente a desfosforilação de proteínas-chave dentro do complexo fotossistema II.

## Papel da desfosforilação em doença

### Patologia
A desfosforilação excessiva das ATPases de membrana e bombas de prótons no trato gastrointestinal leva a taxas mais altas de secreção de ácidos pépticos cáusticos. Estes resultam em azia e esofagite. Em combinação com infecção por Helicobacter pylori, úlcera péptica é causada pelo pH elevado que a desfosforilação provoca.